# Мъртва коприва
Мъртва коприва (Lámium), син. Кошутина е род треви от семейство устноцветни (Lamiaceae), едногодишни и многогодишни билки. Родът включва от около 40-50 вида цъфтящи растения от семейство Lamiaceae, от които е типовият род. Някои от тези тревисти растения, произхождащи от Европа, Азия и Северна Африка, са се превърнали в много инвазивни плевели на нивите с култури и сега са широко натурализирани в голяма част от света с умерен климат. Растенията се разпространяват както чрез семена, така и чрез вкореняване на стъбла, пълзящи по земята. 
Общото наименование мъртва коприва се отнася до приликата им с много далечно родствената обикновена коприва, но за разлика от нея, те нямат жилещи власинки. Няколко тясно свързани рода по-рано са били включени в Lamium от някои ботаници, включително Galeopsis (Бударица, син. Конопена коприва, от която в България са представени 6 вида: Двуделна бударица G. bifida Boenn, Красива бударица G. speciosa Mill., Мъхната бударица G. pubescens Besser, Обикновена или жълта бударица G. ladanum L., Петниста бударица G. tetrahit L., Теснолистна бударица G. angustifolia Ebirh. ех Hoffm.) и Leonurus (Дяволска уста), но вече не са в тази парадигма. В градините ламиумите са широко култивирани като почвено покритие, а многобройни сортове се ползват в ландшафтния дизайн, тъй като са издръжливи на измръзване и растат добре в почти всяка почва или поносим климат. Екологично този род показва важни характеристики като самоопрашване, като гостоприемник за различни видове насекоми. Привличат земни пчели и медоносни пчели, което представлява ентомофилно опрашване. 

## Разпространение и местообитание
Съществуват над 40 вида в Европа, Азия и Северна Африка. Предпочитат хладни и сенчести места, плодородна почва и влага.
В България има 7 вида. Медоносни са. Използват се в народната медицина (бяла мъртва коприва) и др. Най-разпространени в страната са стъблообхващащата мъртва коприва (Lamium amplexicaule) и червената мъртва коприва (Lamium purpureum). 
Видове
- Lamium album L. (бяла мъртва коприва) - многогодишна билка и цвете, широко разпространен вид в Европа и Северна Азия - от Испания и Норвегия до Япония и Камчатка. Интродуциран вид в Нова Зеландия и Северна Америка. У нас се среща предимно в Западна България. Цъфти от май до септември. Ядлив вид[1]. Младите крехки листа наподобяват вкуса на спанака и се ползват за салати, супи, сосове. Пчелите, особено земните пчели, са привлечени от цветовете, които са добър източник на ранен нектар и прашец, поради което растението понякога се нарича пчелна коприва. В някои страни се използва като декоративно растение, което най-добре се съчетава в екстериора с дицентра (дамско сърце), червена японска трева (hakonechloa macra aureola), кукуряк, сребриста хоста, аюга (пълзящо срещниче, горещник) и кипарисова млечка (euphorbia cyparissias).
- Lamium amplexicaule L. (стъблообхващаща мъртва коприва, укротена[2] коприва) - широкоразпространен вид в Европа и Северна Азия - от Испания и Норвегия до Япония и Камчатка, включително Северна Африка, Етиопия, Азорските острови и Мадейра, Канарските острови. Интродуциран вид в Нова Зеландия, Хавайските острови, Южна и Северна Америка. Цъфти в лилаво от края на зимата. Среща се в цяла България като плевел до 1000 м надморска височина. Медоносно растение.
- Lamium bifidum Cirillo (двуделноцветна мъртва коприва) – L. bifidum Cyr. е средиземноморски вид, ситуиран от България и Румъния на изток до Португалия на запад. Този вид обединява три таксона (Ars Pharmaceuticals. Том XXI. № 2, 1980). У нас расте по каменисти места, из храсталаци в цялата страна, до 1000 м надморска височина. Цъфти май-юли.
- Lamium caucasicum Grossh. – Разпространена в Кавказкия регион - южните части на Европейска Русия, Армения, Грузия, Азербайджан.
- Lamium confertum Fr. – Разпространена в Северна Европа - от Ирландия до северна Русия. Интродуциран вид в Гренландия и Исландия.
- Lamium coutinhoi J.G.García – Португалия.
- Lamium demirizii A.P.Khokhr. – Турция.
- Lamium eriocephalum Benth. – Турция.
- Lamium flexuosum Ten. – Испания, Франция, Италия, Алжир, Мароко, Тунис.
- Lamium galactophyllum Boiss. & Reut. – Турция.
- Lamium galeobdolon (L.) L. (жълта мъртва коприва) – Разпространена в северна и централна Европа, както и в западната част на Азиатския континент - от Испания и Дания до Иран на изток, както и в западната част на Сибир. Интродуциран вид в Нова Зеландия и Мадейра.
- Lamium garganicum L. (адриатическа мъртва коприва) – Разпространен вид из средиземноморските области и западна Азия - от Португалия до Казахстан и Саудитска Арабия. Среща се и на територията на България.
- Lamium gevorense (Gómez Hern.) Gómez Hern. & A.Pujadas – Испания, Португалия, Корсика.
- Lamium glaberrimum (K.Koch) Taliev – Кримски полуостров.
- Lamium × holsaticum Prahl – централна Европа (L. album × L. maculatum)
- Lamium macrodon Boiss. & A.Huet – Турция, Кавказкият регион, Сирия, Иран, Ирак.
- Lamium maculatum (L.) L. - spotted white dead-nettle, purple dragon (петниста мъртва коприва) – Европа и Близкият изток - от Португалия до Турция, както и регионите Гансу и Синдзян в западната маст на Китай.
- Lamium moluccellifolium (северна мъртва коприва)
- Lamium moschatum Mill. (мускусна мъртва коприва) – Разпространена в източната част на Средиземноморието - Гърция, Турция, Сирия, Палестина, Кипър.
- Lamium multifidum L. – Турция и Кавказкия регион.
- Lamium orientale (Fisch. & C.A.Mey.) E.H.L.Krause – Турция, Сирия, Палестина.
- Lamium orvala L. – Австрия, Италия, Унгария, Словения.
- Lamium purpureum L. (червена мъртва коприва, великденче[3]) – Северна и Централна Европа, както и в западната част на Азия - от Испания и Дания до Кавказ и Сибир на изток. Интродуциран вид в Корея, Тайван, Северна Америка, Нова Зеландия, Аржентина, Фолкландските острови.
- Lamium taiwanense S.S.Ying – Тайван.
- Lamium tomentosum Willd. – Турция, Кавказ, Иран и Ирак.
- Lamium vreemanii A.P.Khokhr. – Турция.

## Описание
Стъблото им е силно разклонено, четириръбесто, завършва с възли. По него са разположени двойки листа, които са грубо текстурирани, назъбени, тъмнозелени, със сребристи петна или различни поразителни шарки. Ламиумите произвеждат цветове с двойни устни в широка гама от цветове. Цветовете им са в бяло, розово, лилаво, жълто и белезникаво.

## Действие и приложение[4]
Родът се използва в народната медицина като спазмолитично, адстрингентно, антипролиферативно, противовъзпалително, антивирусно, регулаторно на мастните секрети, а също и за лечение на хипертония, скрофулоза, парализа, простата, менорагия, маточни кръвоизливи, левкорея, травми, счупване. Бялата коприва има кръвоспиращо действие - скъсява времето на кръвосъсирване.

### Използваема част
Използват се цветовете. Събира се само венчето без чашката.